# Madascincus ankodabensis
Madascincus ankodabensis — вид сцинкоподібних ящірок родини сцинкових (Scincidae). Ендемік Мадагаскару.

## Поширення і екологія
Madascincus ankodabensis мешкають на південному сході острова Мадагаскар, від національного парку Мідунґі-Бефотака на південь до Толанаро. Вони живуть у вологих рівнинних тропічних лісах, на висоті до 1000 м над рівнем моря.